# Кучак (село)
Кучак (арм. Քուչակ) — село в Армении, на востоке Арагацотнской области, в Апаранской котловине.
В 7 км к северу от села расположен город Апаран, к востоку от села расположено Апаранское водохранилище, к югу от села расположено село Артаван, а к западу от села расположено село Цахкашен. Население составляло 2254 человека в 2001 году, в 2011 году в селе проживало 2147 человек.
Иван Шопен отмечал, что согласно сведениям из "Камерального описания", составленного в 1829-1831 годах, в селе Али-кёчак Абаранского магала Эриванской провинции проживало 531 человек, из которых 400 - армяне, переселившиеся из Персии после заключения Туркманчайского договора (1828) сторонами Русско-персидской войны (1826—1828), и 131 - армяне, переселившиеся из Османской империи после заключения Адрианопольского договора (1829) сторонами Русско-турецкой войны (1828-1829).
По одной из версий названо в честь армянского поэта Наапета Кучака.